# Bjurström AB Slipmaterial
Bjurström AB Slipmaterial var ett svenskt företag i Västervik.
Bjurström AB Slipmaterial bildades i början av 1900-talet från AB Slipmaterial, som tillverkade hydrauliska slipmaskiner. Denna produktion var konjunkturkänslig, varför ingenjören Lambert Bjurström vid mitten av 1920-talet åtog sig andra uppdrag för företaget för att hålla driften uppe. 
Därmed kom han att konstruera motordrivna lokomotiv. Dessa rangerlokomotiv var särskilt användbara på för rangerbangårdar och på industrianläggningar.
Bjurströmlokomotiv hade oftast en motor av den typ som användes på Fordsontraktorer. Det första Bjurströmlokomotivet var ett smalspårigt rangerlokomotiv med en spårvidd på 600 mm, vilket levererades 1925 till Westerviks Pappersbruks AB i Västervik. År 1926 följde det första normalspårslokomotivet till Statens Järnvägar.

## Bildagelleri

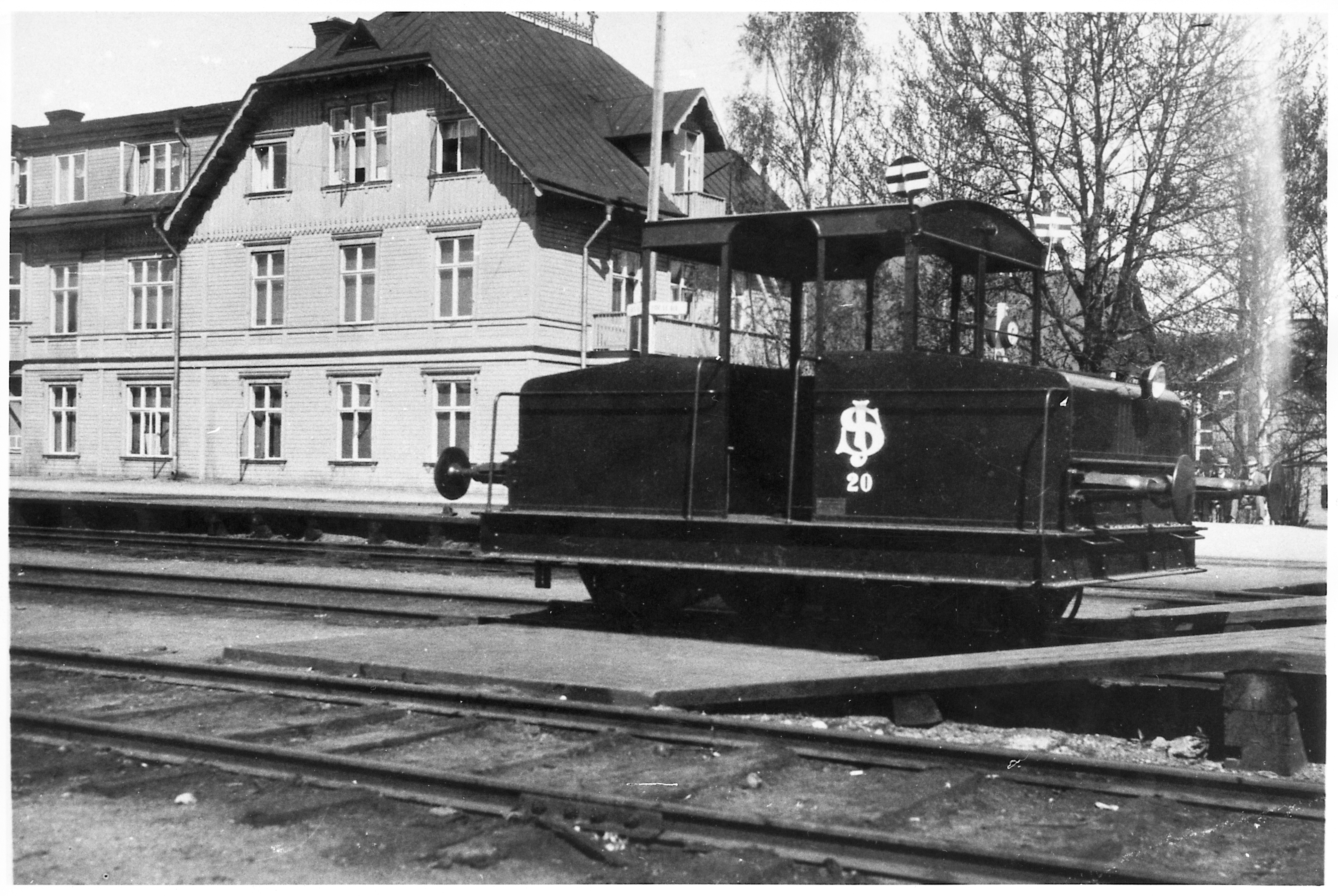
SJ lokomotor littera Zm, Bjurström AB Slipmaterial typ 8
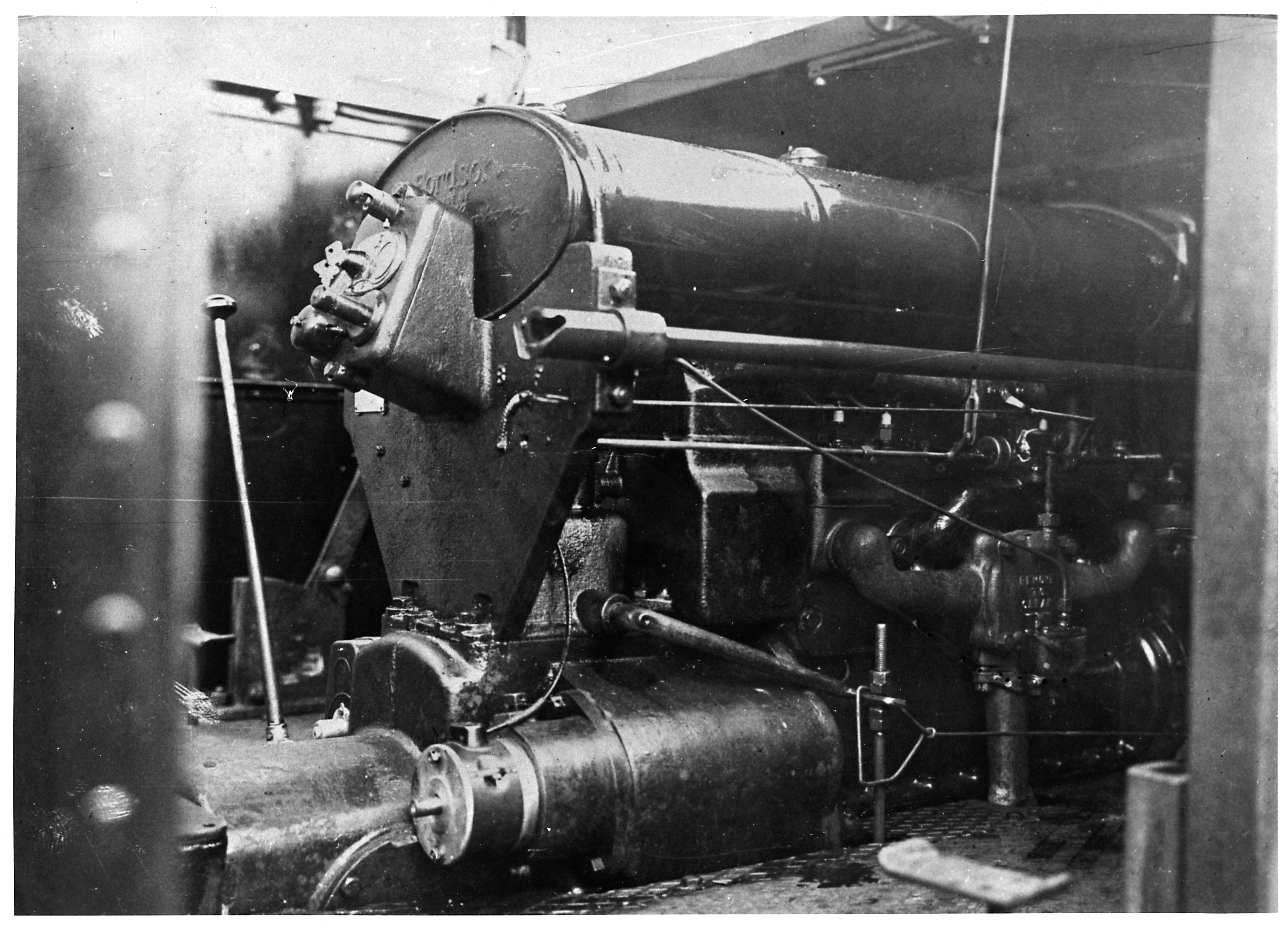
Fordsonmotor till Bjurström AB Slipmaterial typ 8